# Jugoton

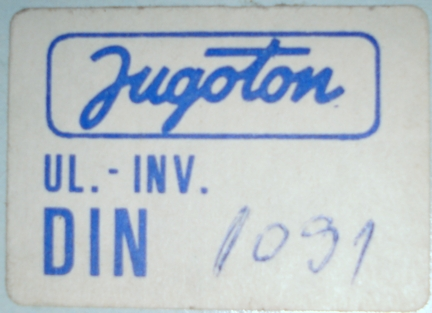
A Jugoton árcímkéje az 1980-as évekből (az ár jugoszláv dinárban szerepel)

A Jugoton egy horvát lemezkiadó cég, mely az egykori Jugoszlávia legnagyobb lemezkiadója volt. 1947-ben alapították, Zágrábban. 1990-ben a nevét Jugoszlávia szétesése miatt Croatia Records-ra változtatták. Olyan neves előadók lemezeinek kiadása fűződik a nevéhez, mint a Bijelo Dugme, Azra, Indexi, YU Grupa, valamint a nyugatiak közül a Beatles, a Rolling Stones, a Deep Purple, a Queen és a Pink Floyd. Ezekből a lemezekből számtalan példány került exportra a volt szocialista blokk országaiba. Mivel az 1970-es és 1980-as években a keleti blokkban nehéz volt beszerezni nyugati lemezeket, sokan jártak át Jugoszláviába vásárolni. A vasfüggöny keleti oldalán élő fiatalokhoz így főként ez a kiadó juttatta el a nyugati zenéket.

## Külső hivatkozások
- http://rateyourmusic.com/label/jugoton/